# Rüxleben
Rüxleben is een  dorp in de Duitse gemeente Kleinfurra in het Landkreis Nordhausen in Thüringen. Het dorp, dat ontstond bij een riddergoed van de adellijke familie von Rüxleben, wordt voor het eerst genoemd  in een oorkonde uit 1143.